# Aechmea tessmannii
Espèce
Classification phylogénétique
Synonymes
- Platyaechmea tessmannii (Harms) L.B.Sm. & W.J.Kress

Aechmea tessmannii est une espèce de plantes à fleurs de la famille des Bromeliaceae, endémique du Pérou.

## Synonymes
- Platyaechmea tessmannii (Harms) L.B.Sm. & W.J.Kress[1].

## Distribution
L'espèce est endémique du Pérou.